# Trop vieux !
Trop vieux! va ser un curtmetratge mut francès del 1908 de Georges Méliès.

## Trama
Un actor gran, que abans era el favorit del públic, va a una agència de talents per treballar, però li diuen que és massa gran per ser contractat. En tornar a casa, li diu la mala notícia a la seva dona. Ells empenyoren la majoria de les seves possessions, i acaben mendigant als carrers. Allà es troben amb una cara coneguda: una intèrpret estrella, que va saltar a la fama després de rebre valuosos consells de l'actor gran. L'estrella, trobant el seu mentor empobrit, ofereix la seva casa com a lloc per viure.

## Estrena
La pel·lícula va ser venuda per la Star Film Company de Méliès i està numerada 1329–1336 als seus catàlegs. Actualment es presumeix perduda.